# Опочно
Опо̀чно (на полски: Opoczno) е град в Централна Полша, Лодзко войводство. Административен център е на Опочненски окръг и градско-селската Опочненска община. Заема площ от 24,74 км2.

## География
Градът се намира в историческия регион Малополша. Разположен е край река Джевички, на 28 километра югоизточно от Томашов Мазовецки, на 42 километра източно от Пьотърков Трубуналски и на 67 километра западно от Радом.

## История
За пръв път селището е споменато в писмен източник през 1284 година. Получава градски права през 1365 година.
В периода 1975 – 1998 г. е част от Пьотърковското войводство.

## Население
Населението на града възлиза на 21 534 души (2017 г.). Гъстотата е 870 души/км2.
Демографско развитие

## Личности
Родени в града
- Едмунд Бернацки – лекар
- Влоджимеж Пежински – писател
- Йоанна Загданска – певица
- Роберт Телюс – политик
- Ванда Панфил-Гонзалес – лекоатлетка, световна шампионка
- Гжегож Пехна – футболист
- Патрик Щубер – музикант
- Збигнев Робакевич – футболист

## Градове партньори
- Опочно, Чехия
- Битча, Словакия
- Рудомина, Литва
- Судерва, Литва
- Чернивци, Украйна